# Drenova (Prnjavor)
Pour les articles homonymes, voir Drenova.
Drenova (en serbe cyrillique : Дренова) est un village de Bosnie-Herzégovine. Il est situé dans la municipalité de Prnjavor et dans la république serbe de Bosnie. Selon les premiers résultats du recensement bosnien de 2013, il compte 497 habitants.

## Démographie

### Répartition de la population par nationalités (1991)
En 1991, le village comptait 864 habitants, répartis de la manière suivante, :